# Stern (Heraldik)
Der Stern ist als gemeine Figur im Wappenwesen (Heraldik) verbreitet.

## Varianten
Der Stern wird allein stehend im Wappenschild oder einem Wappenfeld abgebildet oder als stark vereinfachtes Sternbild (Kreuz des Südens) verwendet. In der Regel werden Sterne in der 2-1- oder 1-2-1-Stellung gezeigt, das heißt über einem Stern sind noch zwei symmetrisch angeordnet. Die letztere Stellung ergibt eine Raute und wird auch als solche blasoniert. Die Zahl der Strahlen reicht von vier bis acht. Sterne können, wie viele andere Figuren, pfahlweise oder (schräg)balkenweise gestellt sein. Fünf- oder siebenstrahlige Sterne mit einer Spitze nach unten werden als gestürzt blasoniert. Ein gesenkter Stern ist sechsstrahlig und hat zwei nach oben zeigende Strahlen, die länger sind als alle anderen. Die Facettenausführung der Strahlen ist beliebt, da diese mehrfarbig tingiert werden können. Berühren die Spitzen des Sterns den Wappenrand, so wird aus der gemeinen Figur eine Schildteilung besonderer Art. Hierzu ist ein vierstrahliger Stern notwendig. Diese Teilung wird Sternkreuz genannt, ist aber kein Kreuz im eigentlichen Sinn. Eine Besonderheit ist der Schweifstern oder Komet. Hier ist die Richtung des Schweifes von Bedeutung: Zeigt der Schweif nach unten, ist es ein steigender, andernfalls ein fallender Komet.
In Deutschland ist die sechsstrahlige Variante vorrangig verbreitet. In Frankreichs Wappen mit dieser Wappenfigur haben die Sterne überwiegend fünf Strahlen. Sind zwischen den Sternzacken noch zusätzlich linienförmige Strahlen ist die Wappenfigur mit strahlend zu beschreiben.
Ein Stern mit einem Gesicht (vgl. Mond) wurde in der älteren Heraldik mit Seestern blasoniert. Der Stern ist dann gebildet oder mit Mondgesicht gebildet. Das Tier Seestern, auch in Abwandlung als Wappentier, ist in der Heraldik sehr selten bis nicht verwendet.
Eine Besonderheit ist der gesenkte Stern. Hierbei sind die zwei oberen Strahlen eines meist sechsstrahligen Sternes verlängert und das ist in der Wappenbeschreibung mit „Gesenkter Stern“ zu blasonieren.
Der Meerstern ist eine Sonderform der Wappenfigur Stern und wird auch als solcher blasoniert. Dargestellt ist im Schild oder Feld eine Wappenfigur aus aneinandergefügten Triangeln begleitet von je einem sechsstrahligen Stern an den Angelspitzen.

Facettierter Stern
Fünfstrahlig in Mollis GL
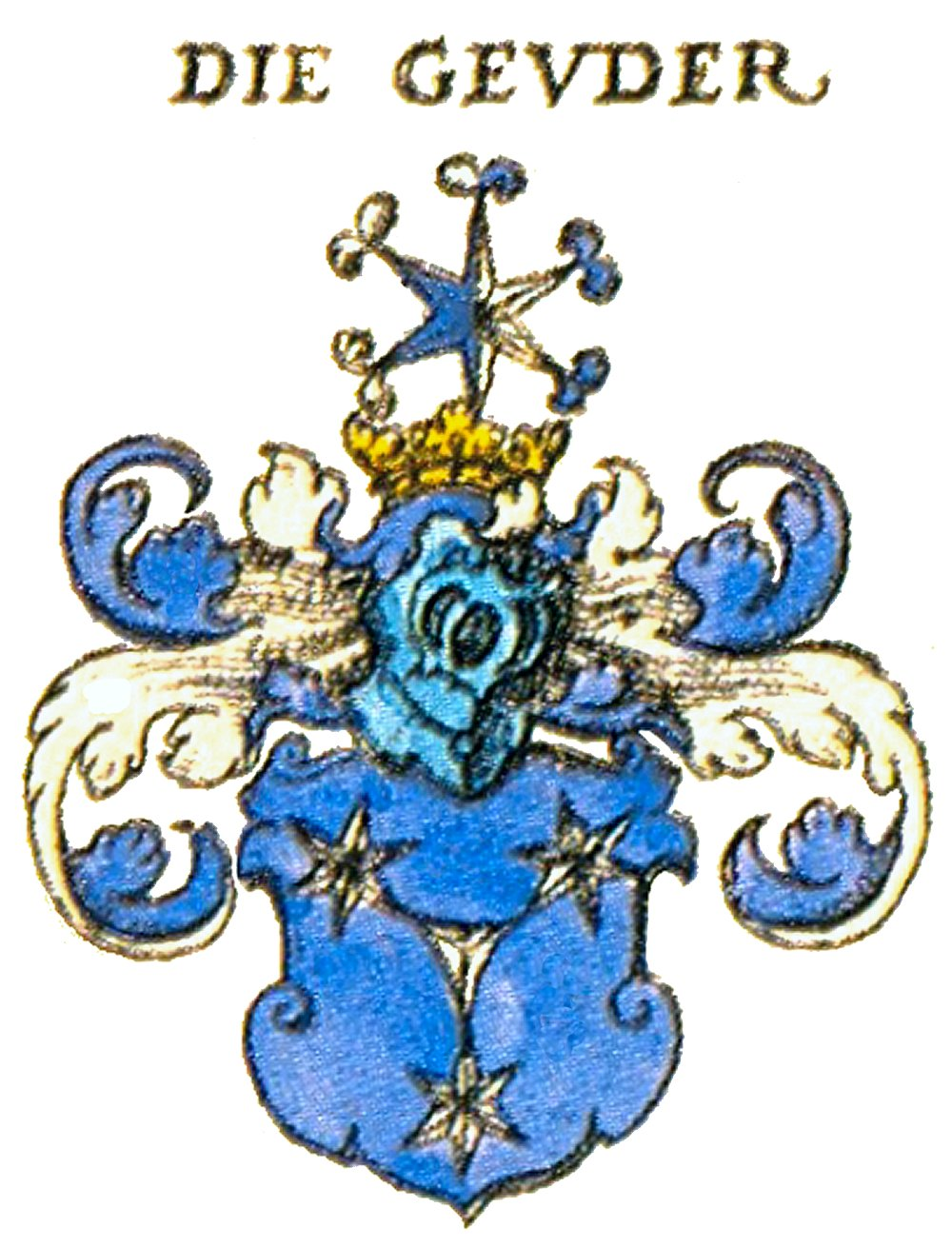
Geuder von Heroldsberg In Blau der Meerstern
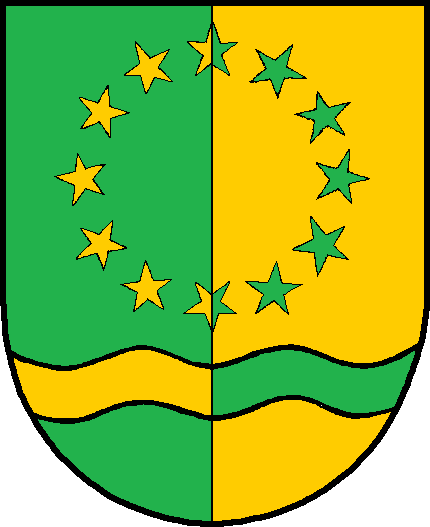
Europasymbol mit fünfstrahligen Sternen im Wappen des Amtes Kirchspielslandgemeinde Hennstedt
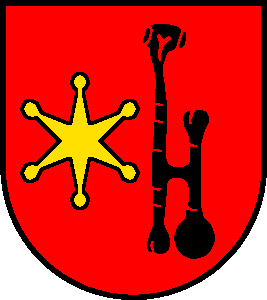
sechsstrahliger Kugelstern im Wappen von Hubersdorf

## Symbolik und Beispiele
Im Sternenbanner der amerikanischen Flagge ist der Stern Symbol für die Anzahl der Einzelstaaten. Auch in anderen Staatswappen und Fahnen sind Sterne beliebt, wie im Wappen der Komoren. Oder nach der Verleihung durch die Königin der Niederlande 1964 sind sechs blaue Sterne in Gold Zeichen der Niederländischen Antillen. 1975 nahm die Republik Benin Sterne im Wappen auf. Im Wappen von Singapur symbolisieren fünf Sterne Frieden, Fortschritt, Recht und Gleichheit. Im Wappen Italiens steht der Stern für die Stella d’Italia, das Staatssymbol Italiens.
Viele sowjetische Städte haben einen goldenen Stern im Wappen. Dieser ist nach dem Zweiten Weltkrieg für Heldenstädte verliehen worden. Es sind Moskau, Leningrad, Kiew, Wolgograd, Odessa, Kertsch, Noworossijsk, Minsk, Tula, Woronesh, Murmansk, Festung Brest (Angaben chronologisch).
Der Davidstern gehört zu den wenigen Sternen mit einem festen Namen. Er ist ein sechszackiger Stern und wird auch Hexalpha genannt. Er besteht aus der Überlagerung eines aufrechten und eines gestürzten gleichseitigen Dreiecks, im Original ineinander verflochten. Der Stern ist auf der Fahne des Staates Israel dargestellt. Ein weiter sechsstrahliger Stern ist der Marienstern. Im Wappen Hamburgs ist er zweimal vertreten. Dort entspricht er einem gefüllten Davidstern, er wird aber auch als dreibalkiges Kreuz ähnlich dem Stern des Lebens ohne weitere Symbole dargestellt.

dreistrahliger Stern
Mercedes-Benz

vierstrahliger Stern
NATO

fünfstrahliger Stern
China
Moskau (1924–1993)
Ungarn (1949–1956)
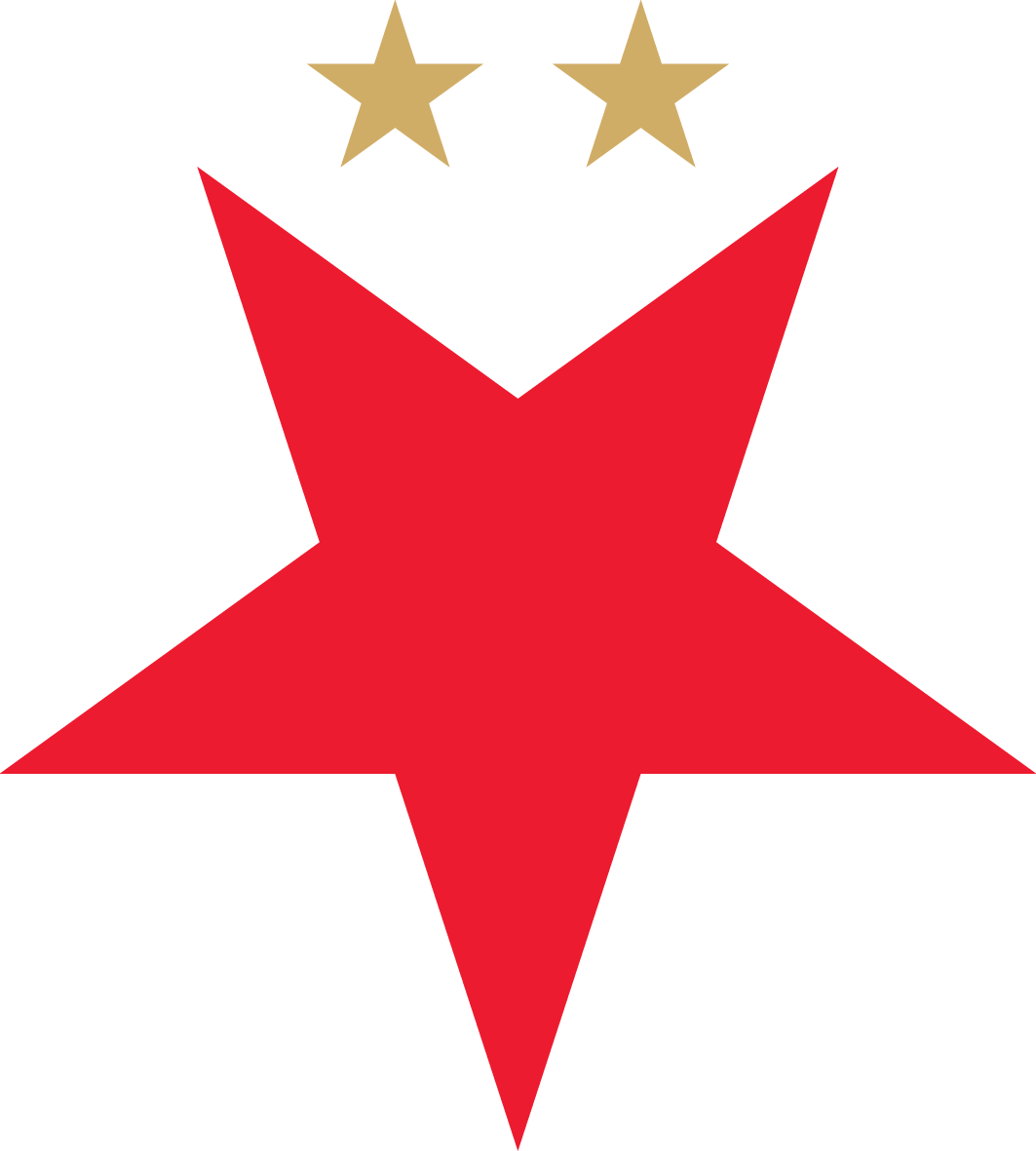
Slavia Prag

Galerie sechsstrahliger Sterne
Braubach
Halle (Saale)
Krähenberg, fallender Komet
Leun
Mattighofen
Oestrich-Winkel
Tamins
Binningen, drei Sterne pfahlweise
Östringen mit Kesselring
Sterne um 1/12 (30°) gedreht, Aach (Hegau)
sternartiges Dreibalken- oder Hagalkreuz, Ihlienworth
mit gewellten Strahlen, Bischof Barthélémi Chuet (Schweiz)
Dreibalken- / Hagalkreuz (Andreaskreuz, belegt mit Pfahl), Symbol von Star of Life
Stadtwappen Bozens: sechsstrahliger Stern auf Balken
Dubno
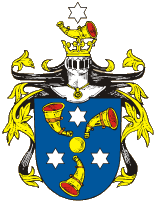
Jägerndorf
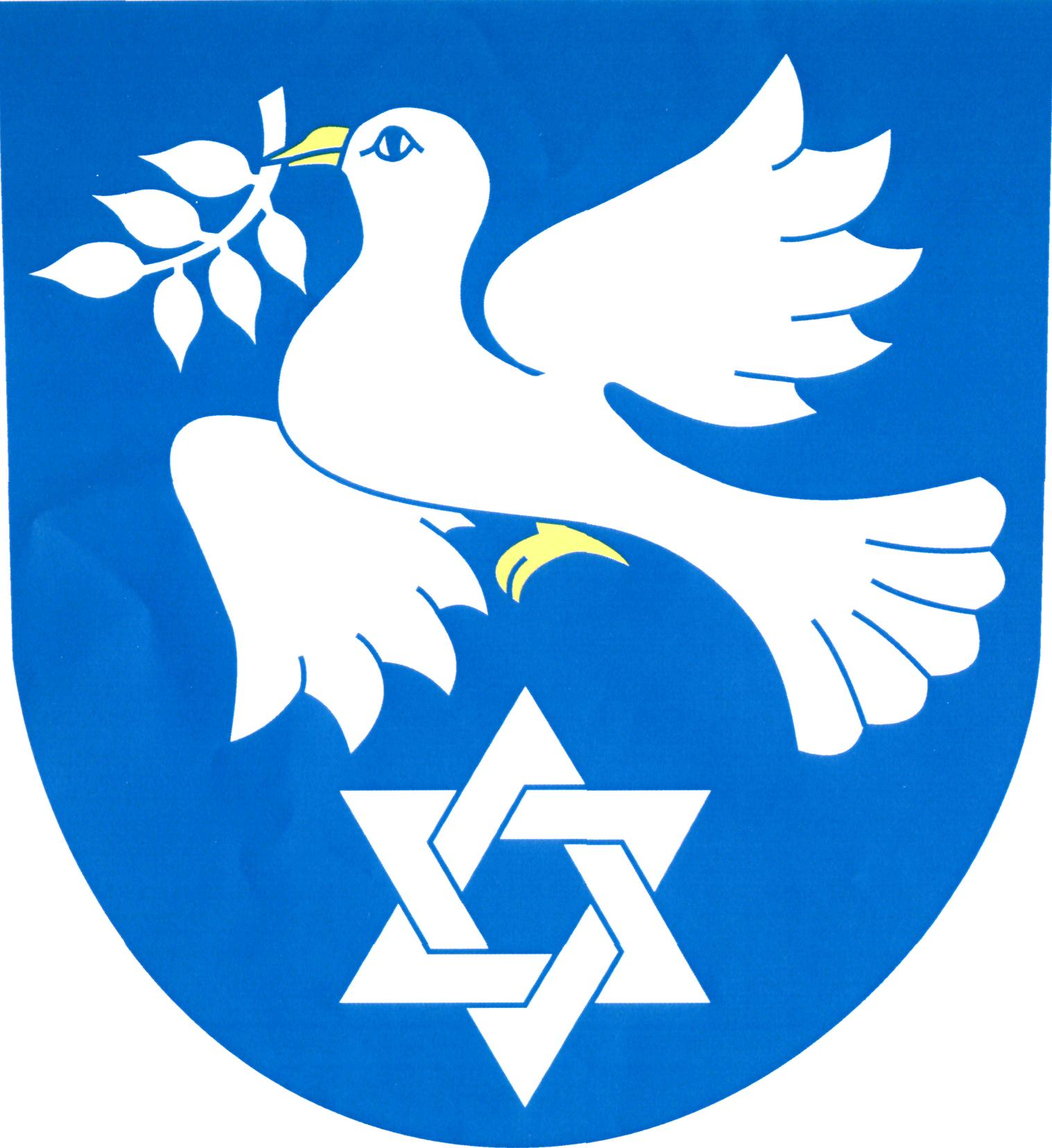
Raubowitz

Sieben sechsstrahlige Sterne
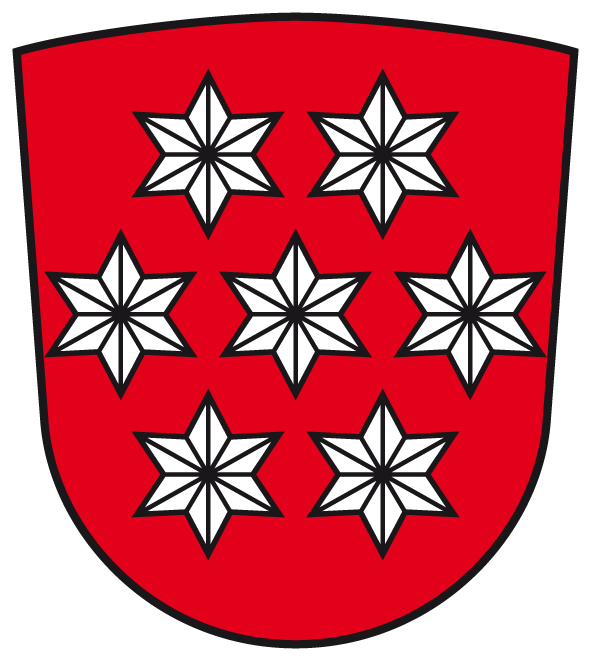
Thüringer Wappen von 1921

achtstrahliger Stern
Mińsk Mazowiecki
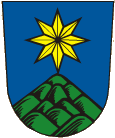
Sternberg

## Achtstrahliger Stern
Als achtstrahliger Stern wird der Stern in Mitteleuropa nachweislich seit dem 12. Jahrhundert als Wappenfigur verwendet. Hierbei dient er oft als redendes Wappen für Familien und Gemeinden mit den Namensbezug Sternberg. Im Wappen ist in einigen Fällen der Stern im Schild über einem Dreiberg. Der Stern kann einfach oder geschliffen sein, das heißt, dass eine dünne Linie in jedem Strahl mittig zum Mittelpunkt der Figur verläuft. Diese Besonderheit ist in der Wappenbeschreibung zu erwähnen.
Der achtstrahlige Stern tritt gehäuft in englischen, französischen und italienischen Wappen auf. Die Heraldik dieser Länder kennt Sterne von fünf bis acht Strahlen. In der deutschen Heraldik sind die sechsstrahligen Sterne verbreitet.
Achtstrahlig ist der Stern in den Wappen des böhmischen Uradels von Sternberg oder in denen der Dynastien Schwalenbergers. In den Wappen von Waldeck und Bad Wildungen (in Letzterem allerdings gestaucht) ist er auch vertreten. Die Grafen Sternberg (Gebiete südlich der Weser im heutigen Land Lippe), Waldeck und Schwalenberg stammten alle in direkter Linie von Widekind I. ab.
Diese Form des Sterns, umgangssprachlich als Sternberger Stern bezeichnet, ist auch in die Kreiswappen der Altkreise Lemgo und Detmold übernommen worden, allerdings dort in vereinfachter, breiter Form. Ebenso ist er im Gemeindewappen von Extertal (Teilgebiet der ehemaligen Grafschaft Sternberg) in breiter Form vorhanden. Sogar im Wappen der Stadt Bad Salzuflen kommt er als ursprünglicher Sternberger Stern vor. Zitat aus dieser Bad Salzufler Broschüre: Ein Ratssiegel lässt sich seit 1375 belegen. Das Siegelbild zeigt das auch heute noch verwendete Grundmotiv des städtischen Wappens, den SALZBRUNNEN UND DEN STERNBERGER STERN.
Im Wappen von Perleberg ist der Stern mit einer Perle und diese von einer Perlenschnur umgeben. Zwischen den Strahlen begleiten acht silberne Perlen den Stern. Das Wappen ist redend. Die Perleberger nennen das Wappenbild Perleberger Stern. Im Wappen ist er seit etwa 1300.
Geometrisch gesehen ist er rotationsinvariant unter Drehung eines Achtelkreises um seinen Mittelpunkt und der Innenwinkel jedes Sternzackens beträgt 360/16° = 22,5°. In der vereinfachten Zackenform ist dieser Winkel auf 45° verdoppelt, so dass die Zackenkanten auf gegenüberliegende Sternspitzen zeigen. Historisch sind allerdings auch Zacken mit willkürlichem Winkel dazwischen konstruiert worden und sogar überspitze Sternzacken (Winkel kleiner als 1/16 des Vollkreises).

Galerie achtstrahliger Sterne
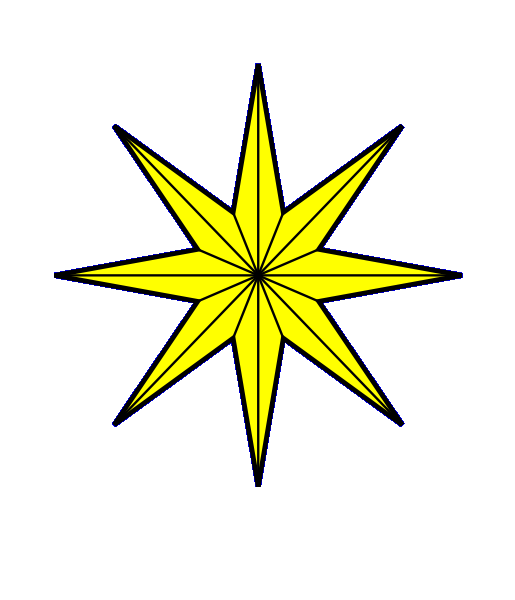
Achtstrahlige Sterngrundform
vereinfachter, breiter achtzackiger Stern
Wappen von Bösingfeld (Verwaltungssitz der Grafschaft Sternberg)
Wappen des nahen Extertal
Wappen von Schwalenberg (heute Ortsteil von Schieder-Schwalenberg)
Wappen der Grafen von Schwalenberg
Wappen des Fürstentums Waldeck
Wappen des Landkreises Waldeck (Hessen)
Sternberg in Mecklenburg-Vorpommern
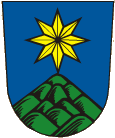
Šternberk (Sternberg) in Mähren, Tschechien
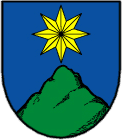
Český Šternberk (Böhmisch Sternberg) in Böhmen, Tschechien
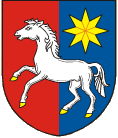
Štarnov (Starnau) in Mähren, Tschechien
Bojkovice (Bojkowitz) in Mähren, Tschechien
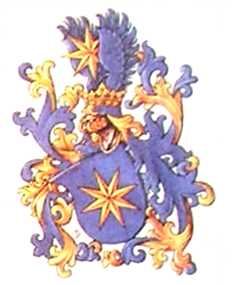
Wappen der Grafen von Sternberg in Böhmen
geschliffen auch in Benešov (Beneschau) in Mittelböhmen, Tschechien
Siegel (1306) Heinrichs III. Graf von Sternberg (Sterrenberge) in Lippe
Stadtwappen von Perleberg in Brandenburg
Eppan in Südtirol, teilweise durch Mond ersetzt